# 共康路站
共康路站位于中华人民共和国上海市静安区与宝山区之間的共和新路与共康路交叉口以南，是上海地铁1号线的地铁车站。

## 車站結構

### 楼层分布
共康路站为高架车站，共有三层：第一层于共和新路平齐，设有4个出入口；二层是站厅，提供地铁售票、交通卡充值、安检进站等服务；三层是站台层，设有两个侧式站台。其中，站台上方是南北高架。
以下是共康路站站房楼层分布图：
| 地上四层 | 道路               | 南北高架                         |                    |                    |
| 地上三层 | 侧式站台，右侧开门 | 侧式站台，右侧开门               | 侧式站台，右侧开门 | 侧式站台，右侧开门 |
|          |                    | █ 1号线 往富锦路（通河新村）     |                    |                    |
|          |                    | █ 1号线 往莘庄（彭浦新村）       |                    |                    |
|          | 侧式站台，右侧开门 |                                  |                    |                    |
| 地上二层 | 站厅               | 票务服务、自动售票机、人工服务台 |                    |                    |
| 地面层   | 出入口             | 1-4出入口                        |                    |                    |

## 车站出口
|                     |               |      |
| 出口编号            | 出口指示      | 照片 |
| 1 · 出口            | 共康路 保德路 |      |
| 2 · 出口 · （设有） | 共康路 保德路 |      |
| 3 · 出口 · （设有） | 共康路 保德路 |      |
| 4 · 出口            | 共康路 保德路 |      |
| 图例： 设有         |               |      |

## 公交换乘
95、114、159、165、312、701、705、719、722、849、862、916、彭江线